# Червоне Поле (Обухівський район)
Червоне́ По́ле — село в Україні, в Обухівському районі Київської області. Входить до складу Васильківської міської громади. Населення становить 56 осіб.